# Вулиця Князя Володимира (Сіверськодонецьк)
Ву́лиця Князя Володимира — вулиця у Сіверськодонецьку довжиною 1 850 метрів. Починається від перетину з шосе Будівельників. Перетинає вулицю Богдана Хмельницького, Гвардійський проспект і вулицю Дмитра Сірика. Закінчується на перетині з вулицею Новікова. Забудована багатоповерховими житловими будинками.

## Історія
19 січня 2024 року Сіверськодонецька міська військова адміністрація перейменувала вулицю Курчатова на честь Великого князя київського Володимира Великого.